# Bubú de pit rosat
El bubú pit-rosat (Telophorus cruentus) és un ocell de la família dels malaconòtids (Malaconotidae).

## Hàbitat i distribució
Habita matollars xèrics del centre i sud-est del Sudan i sud-est d'Egipte, cap al sud, a través d'Eritrea, Djibouti, Etiòpia i Somàlia fins Sudan del Sud i nord, est, sud i sud-est de Kenya i nord-est de Tanzània.